# Lord-lieutenant du Monmouthshire

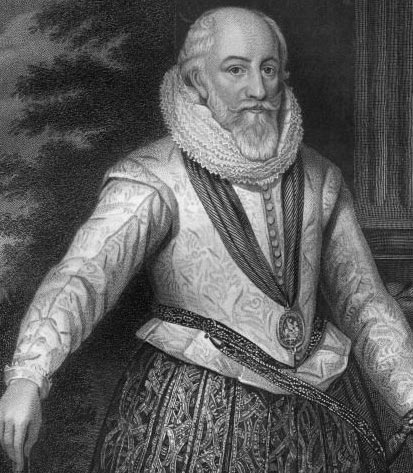
Edward Somerset, quatrième comte de Worcester et Lord Lieutenant du Monmouthshire du 17 juillet 1602 au 3 mars 1628.

Ceci est une liste de personnes qui ont servi comme Lord Lieutenant du Monmouthshire. Après 1715 chaque détenteur de l'office était également Custos Rotulorum of Monmouthshire. La position fut finalement abolie le 31 mars 1974 et remplacée par celle du Lord Lieutenant de Gwent.
- Henry Herbert, 2e comte de Pembroke 24 février 1587 – 19 janvier 1601
- Edward Somerset, 4e comte de Worcester 17 juillet 1602 – 3 mars 1628 Conjointement avec
- Henry Somerset, 5e comte de Worcester 3 décembre 1626 – 9 mai 1629
- William Compton, 1er comte de Northampton 9 mai 1629 – 24 juin 1630
- John Egerton, 1er comte de Bridgewater 11 juillet 1631 – 1642
- Interregnum
- Henry Somerset, 1er duc de Beaufort 30 juillet 1660 – 22 mars 1689
- Charles Gerard, 1er comte de Macclesfield 22 mars 1689 – 7 janvier 1694
- Thomas Herbert, 8e comte de Pembroke 11 mai 1694 – 7 octobre 1715
- John Morgan 7 octobre 1715 – 7 mars 1720
- William Morgan 21 juin 1720 – 24 avril 1731
- Thomas Morgan 18 juin 1731 – 12 avril 1769
- Thomas Morgan 27 janvier 1770 – 15 mai 1771
- Henry Somerset, 5e duc de Beaufort 23 décembre 1771 – 11 octobre 1803
- Henry Somerset, 6e duc de Beaufort 4 novembre 1803 – 2 décembre 1835
- Capel Hanbury Leigh 24 décembre 1835 – 28 septembre 1861
- Benjamin Hall, 1er baron Llanover 9 novembre 1861 – 27 avril 1867
- Henry Somerset, 8e duc de Beaufort 21 mai 1867 – 30 avril 1899
- Godfrey Morgan, 1er vicomte Tredegar 23 juin 1899 – 11 mars 1913
- Ivor Herbert, 1er baron Treowen 4 avril 1913 – 18 octobre 1933
- Courtenay Morgan, 1er vicomte Tredegar 4 décembre 1933 – 3 mai 1934
- Henry Mather-Jackson, 3e baronnet 1er juin 1934 – 23 mars 1942
- FitzRoy Somerset, 4e baron Raglan 27 avril 1942 – 14 septembre 1964
- Edward Roderick Hill 15 février 1965 – 31 mars 1974